# Konrad III. (Masowien)

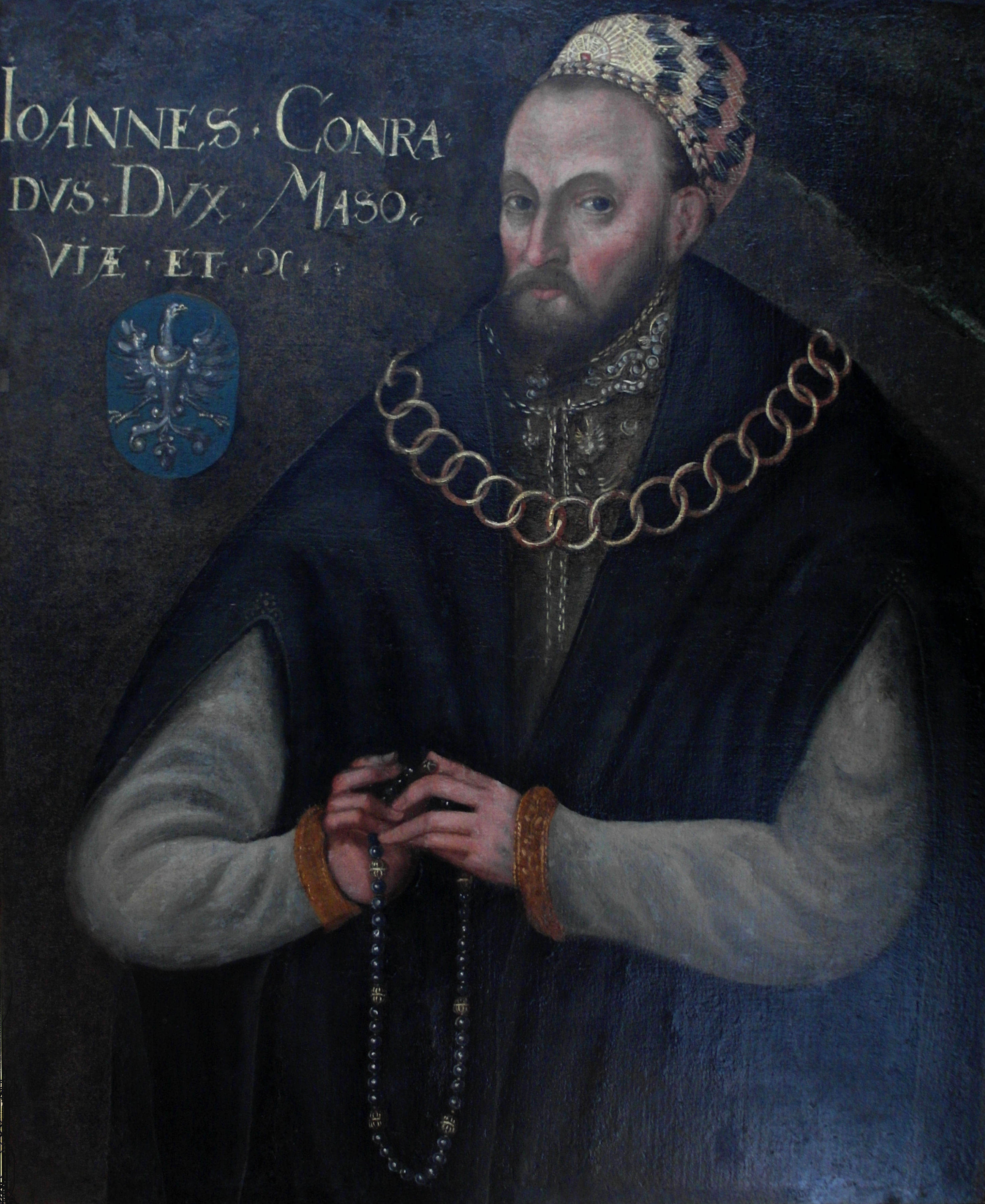
Gemälde aus dem 16. Jhd.

Konrad III. der Rote (poln. Konrad III. Rudy; * um 1448; † am 28. Oktober 1503) war ein Herzog in Masowien. Er entstammte dem Adelsgeschlecht der masowischen Piasten. Er war ab 1454 zusammen mit seinen Brüdern Kazimierz III., Janusz II. und Bolesław V. Fürst von Warschau, Czersk, Nur, Łomża, Liw, Różan, Ciechanów, Wyszogród und Zakroczym. 1462 kam es zur Aufteilung unter den Brüdern und Konrad III. erhielt Płock, Wizna und Zawkrze. Ab 1471 erhielt er auch Czersk und Liw, sowie ab 1474 Wyszogród, ab 1484 Zakroczym, ab 1488 Nur und ab 1489 Warschau.

## Leben
Konrad III. war der drittälteste Sohn von Herzog Bolesław IV. († 1454) und der Kiewer Prinzessin Barbara Aleksandrówna. Nach dem Tod seines Vaters wurden die Regierungsgeschäfte zunächst von seiner Mutter und dem Płocker Bischof Paweł Giżycki geführt. Ab 1462 wurde Konrad III. für volljährig erklärt und regierte zusammen mit seinen Brüdern in Masowien. Im gleichen Jahr verstarben die masowischen Fürsten Siemowit VI. und Władysław II. und Konrad III. übernahm ihre Fürstentümer, was ihm einen Konflikt mit dem polnischen König Kasimir IV. Andreas einbrachte, da dieser das Lehen nicht erneuern wollte. Zu einer Auseinandersetzung kam es jedoch nicht, da der König mit dem Dreizehnjährigen Krieg gegen den Deutschen Orden beschäftigt war. Zwar wurde im Gerichtsverfahren in Piotrków Trybunalski das Erbe nach Siemowit VI. und Władysław II. der polnischen Krone zugesprochen, Kasimir IV. Andreas unternahm jedoch zunächst nichts, um dieses einzufordern. Stattdessen söhnte sich Konrad III. mit dem König aus und unterstützte ihn im Krieg gegen den Deutschen Orden, in dem er 1464 Soldau belagerte. Sodann nahm er 1466 an dem Zweiten Frieden von Thorn teil. 1471 teilte er mit seinen mittlerweile volljährigen Brüdern das masowische Erbe auf, übernahm jedoch 1474 und 1484 wieder Fürstentümer seiner Brüder. 1488 beerbte er schließlich seinen Bruder Bolesław V. in Warschau. Das Erbe nach seinem Bruder Janusz II. konnte er 1495 jedoch nicht mehr antreten, da der neue polnische König Johann I. dieses für die polnische Krone beanspruchte. Johann I. zitierte Konrad III. nach Piotrków Trybunalski, wo dieser weitere Teile Masowiens verlor, die in die polnische Krone inkorporiert wurden. Gemäß einem Sejmbeschluss von 1501 sollte Konrad III. endgültig entmachtet werden, doch hierzu kam es nicht mehr, da Johann I. kurz darauf verstarb. Nach Konrad III. Tod zwei Jahre später, konnten seine Kinder das Erbe in Warschau antreten. Die Jagiellonen verfolgten jedoch auch gegenüber ihnen eine Politik der Inkorporation von ganz Masowien in die polnische Krone.

## Ehe und Familie
In erster Ehe war er mit der Krakauer Bürgerstochter Magdalena Stawrotówna verheiratet. Bolesław heiratete 1496/1497 Anna Radziwiłł, die Tochter des litauischen Magnaten und Großkanzlers von Litauen Mikalojus Radvilaitis. Mit ihr hatte er vier Kinder, Sophia von Masowien, die Ehefrau des ungarischen Palatin Stephan Báthory und nach dessen Tod des kroatischen Magnaten Ludwik Pekry, sowie die Tochter Anna von Masowien, und die Söhne Stanisław von Masowien und Janusz III. Zu seinen nichtehelichen Kindern zählten zwei Kinder von der Warschauer Bürgerstochter Dorota Kozłowa sowie eine Tochter und der Sohn Hieronymus Łoski mit der Adeligen Anna Łoska. Konrad III. wurde in der Warschauer Johanneskathedrale beigesetzt.